# Blauer See (Vettelschoß)

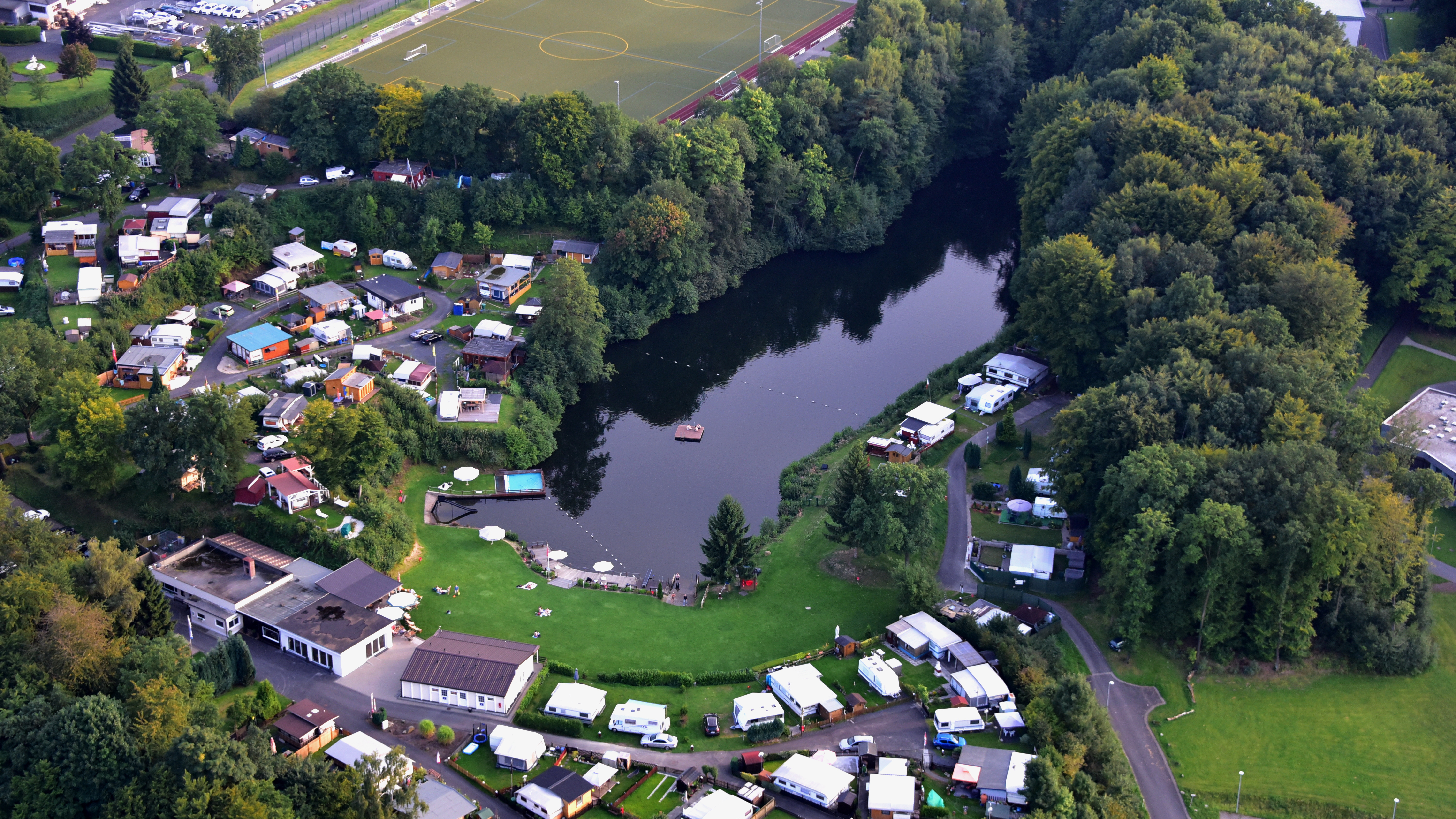
Blauer See, Luftaufnahme (2017)

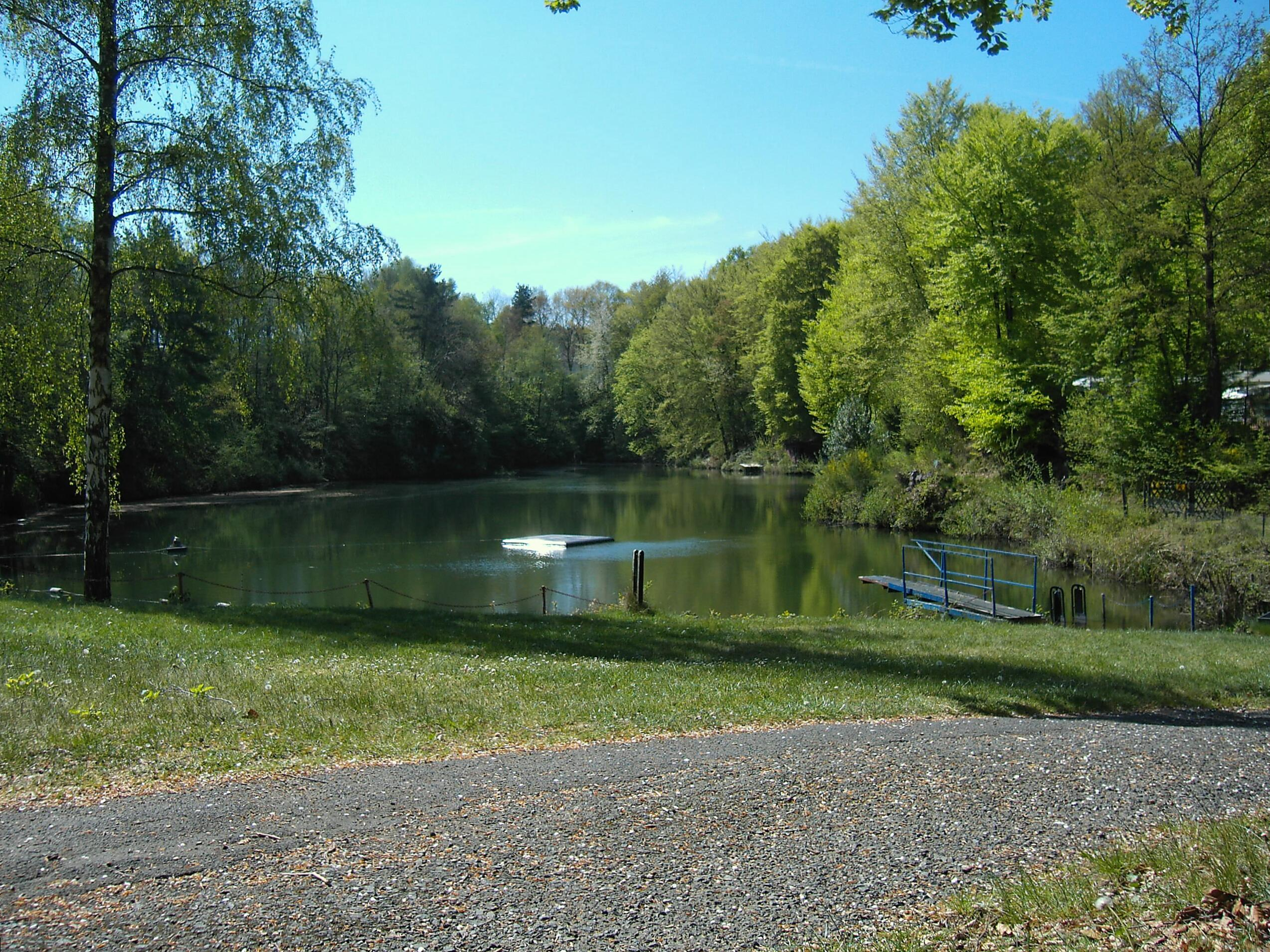
Der Blaue See

Der Blaue See liegt auf dem Gemeindegebiet von Vettelschoß im nördlichen Rheinland-Pfalz. Der ungefähr ein Hektar große See ist aus dem 1974 eingestellten Basaltsteinbruch „Geißen Hohn“ hervorgegangen, der sich mit Grund- und Quellwasser gefüllt hat. Die maximale Tiefe des unter Naturschutz stehenden Gewässers beträgt 20 m. Er wird seit 1968 als Fisch- und Badegewässer genutzt und stellt mit seinem relativ klaren Wasser ein beliebtes Reiseziel dar.
Zugänglich ist der See nur von einem schmalen Uferbereich aus, während der Großteil des Ufers von Wald umstanden ist und steil ins Wasser abfällt. Dennoch ist er badetechnisch mit sanitären Anlagen, einer Gaststätte  gut erschlossen; nördlich und östlich des Sees erstreckt sich ein Campingplatz.